# Friends and Lovers (série télévisée)
Pour les articles homonymes, voir Friends and Lovers (homonymie).
Ne doit pas être confondu avec Friends and Lovers (film, 1999).
Friends and Lovers est une sitcom américaine en quinze épisodes de 25 minutes créée par James L. Brooks et Allan Burns, diffusée du 14 septembre 1974 au 4 janvier 1975 sur le réseau CBS.
Cette série est inédite dans tous les pays francophones.
C'est le seul rôle de Paul Sand dans une série télévisée,.

## Synopsis
La série se concentre sur un musicien à Boston, Massachusetts et ses relations personnelles.

## Distribution
- Paul Sand (en) : Robert Dreyfuss
- Michael Pataki : Charlie Dreyfuss
- Penny Marshall : Janice Dreyfuss
- Dick Wesson : Jack Riordan
- Steve Landesberg (en) : Fred Meyerbach
- Craig Richard Nelson : Mason Woodruff
- Jack Gilford : Ben Dreyfuss
- Jan Miner : Marge Dreyfuss